# Vector Informatik
Vector (Vector Informatik GmbH) — немецкая компания, разрабатывающая ПО широкого спектра для работы с коммуникационными сетями, используемыми в автомобильной промышленности (CAN, FlexRay, LIN и др.)
Vector производит программные инструменты и компоненты, для разработки и построения сетей электронных систем, основывающихся на шинах CAN, LIN, FlexRay, Ethernet и MOST с последовательным интерфейсом передачи данных, а также на сетевых протоколах, таких как SAE J1939, SAE J1587, ISO 11783, NMEA 2000, ARINC 825, CANaerospace, CANopen и другие, в основе которых лежит коммуникационый стандарт CAN.
Штаб-квартира фирмы расположена в г. Штутгарт, Германия.
Помимо этого к Vector Informatik относятся филиалы, расположенные в городах Брауншвейг, Гамбург, Мюнхен, Регенсбург, а также дочерние предприятия в США, Японии, Франции, Швеции, Англии, Южной Корее, Китае и Индии, а также Vector Consulting Services GmbH, консалтинговую фирму, предоставляющую услуги по оптимизации разработки технических продуктов.
Все вышеперечисленные филиалы и фирмы носят официальное название Vector Group. Но на международном рынке программного обеспечения, тем не менее, известностью пользуется исключительно обозначение Vector Informatik.

## История
Vector Software GmbH была основана 1 апреля 1988 г. Эберхартом Хиндерером (Eberhard Hinderer), Мартином Личелом (Martin Litschel) и Гельмутом Шеллингом (Helmut Schelling). Ранее Мартин Личел и Гельмут Шеллинг уже работали в фирме Bosch, занимаясь разработкой сетевых шин, основанных на протоколе CAN.

## Область деятельности
К числу основных интересов деятельности относятся сетевые решения для электронных блоков управления в современных автомобилях.

## Продукция
Некоторые из основных продуктов:
- Аналитический инструмент CANalyzer для протоколов CAN, FlexRay, Ethernet, LIN и др.
- Программный пакет для разработчиков (англ. development tool) CANoe с поддержкой симуляции работы сетей, диагностическими инструментами и пр. Пакет используется большинством OEM-производителей и поставщиков автомобильных и транспортных компонентов.